# Мариньо, Диего
Диего Мариньо Вильяр (исп. Diego Mariño Villar; 9 мая 1990, Виго) — испанский футболист, вратарь клуба «Гранада». Чемпион Европы в возрастной категории до 21 года, участник Олимпийских игр.

## Клубная карьера
Заниматься футболом Диего начал в детско-юношеской школе клуба «Санта Мария». В возрасте 10 лет мальчик перешёл в школу «Рапидо Боусак» в своем родном городе, а также выступал за молодёжные команды других клубов. В «Вильярреал» Мариньо пришёл в 2004 году в возрасте 14 лет и четыре года играл в молодёжных командах клуба, набираясь опыта у более взрослых игроков.
В 2008 году Диего Мариньо заключил свой первый профессиональный контракт с клубом и два года выступал за команду «Вильярреал С». Он сыграл за это время 48 матчей. С 2010 года Диего выступал в резервном составе «Вильярреал Б». Его дебют состоялся в сезоне 2010/11, он сыграл 38 матчей. Следующий сезон был для игрока особенно удачным. Он сыграл 35 матчей и показал высокий уровень игры. После ухода Диего Лопеса Мариньо был заявлен в основной состав «Вильярреал».
В июле 2013 Диего Мариньо подписал контракт с «Вальядолидом». Контракт подписан до 30 июня 2018, сообщает пресс-служба клуба. З1 августа 2015 года перешёл в «Леванте» на постоянной основе за 250 тысяч евро. 1 июля 2016 года Мариньо подписал на четыре года контракт с испанским клубом «Спортинг» Хихон. 18 января 2018 года Мариньо продлил контракт с клубом до 2022 года.

## Карьера в сборной
Молодого талантливого игрока с 18 лет привлекали в молодёжные сборные Испании. В 2008 году он сыграл в составе сборной до 19 лет 6 матчей, в 2009 году выступал в молодёжной команде до 20 лет. Свой первый кубок Диего выиграл вместе с молодёжной сборной до 21 года в 2011 году. В том же году игрок был отобран в сборную на Евро-2011. В 2012 году Мариньо выступал за сборную команду до 23 лет и сыграл 3 матча. В том же году Диего Мариньо вошёл в олимпийскую сборную Испании.

## Достижения
- Победитель чемпионата Европы (до 21 года) (1): 2011